# El Explorador (Sevilla)

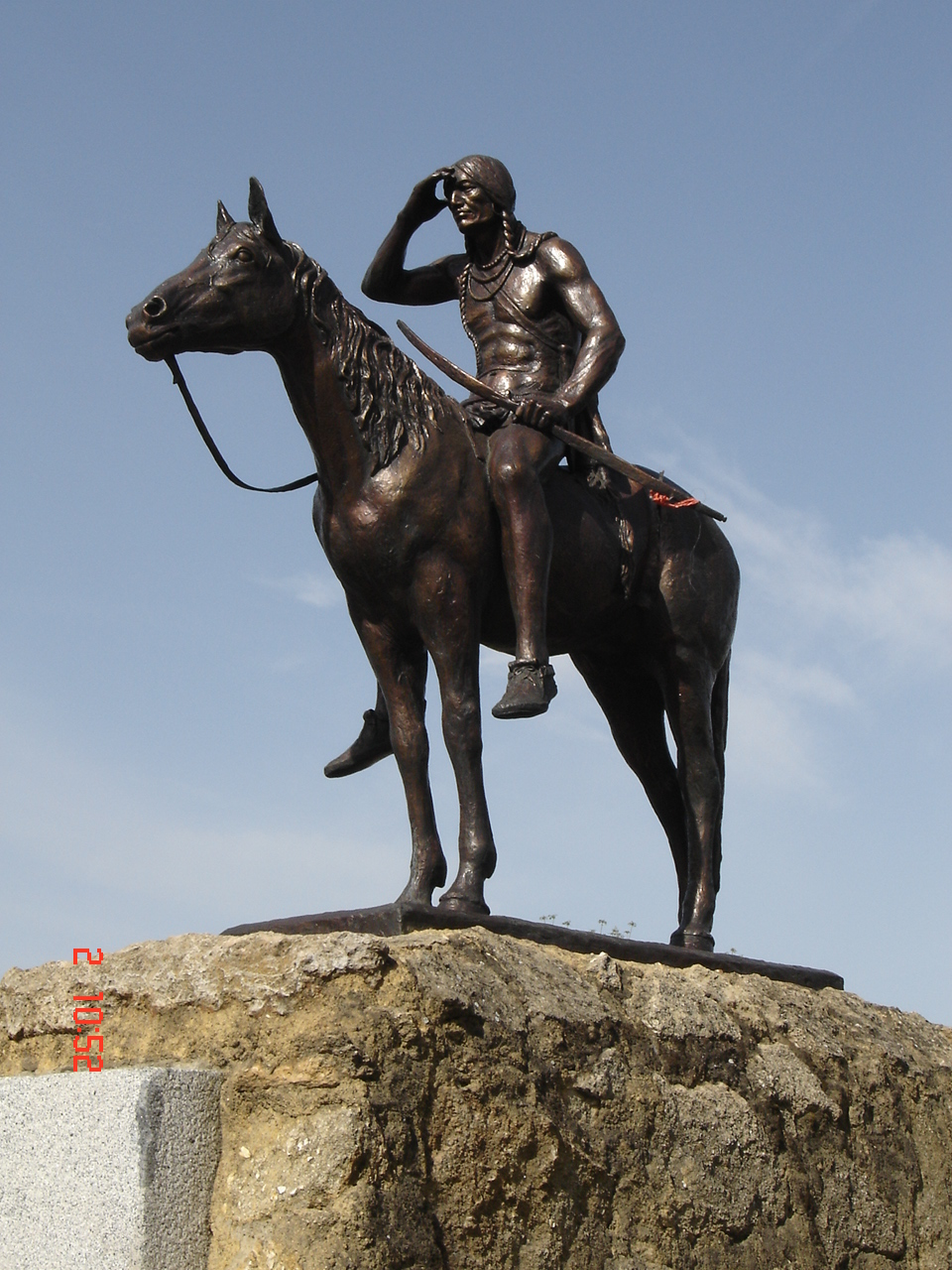
«El Explorador». Sevilla.

«El Explorador» es una estatua ecuestre ubicada desde 1992 en la avenida de Kansas City de la ciudad de Sevilla (Andalucía, España). Se trata de una obra del escultor norteamericano Cyrus Edwin Dallin, y representa a un indio sioux a caballo inspeccionando el paisaje.

## Historia

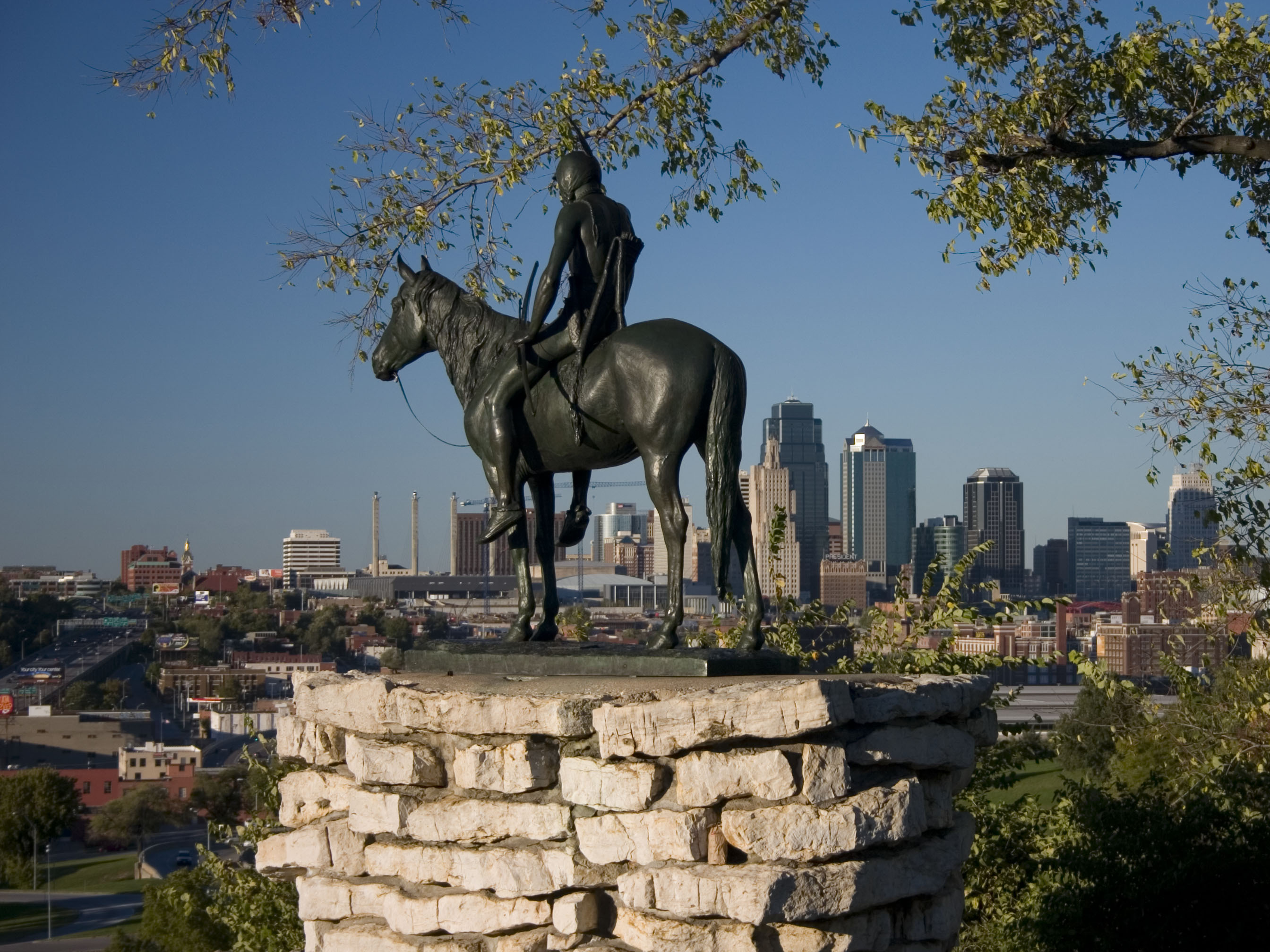
«El Explorador». Kansas City.

En 1923 el promotor inmobiliario J. C. Nichols realizó una zona comercial, el Country Club Plaza, en Kansas City, con edificios de estilo español. J. C. Nichols visitó la ciudad de Sevilla. El verano de 1965 el alcalde Ilus W. Davis visitó Sevilla y Miller Nichols, dueño de la zona comercial, visitó la Feria de abril de 1966.
En 1966 Sevilla, siendo su alcalde Félix Moreno de la Cova, y Kansas City, siendo su alcalde Ilus W. Davis, se hicieron ciudades hermanas. En 1967 se construyeron en el Country Club Plaza una réplica de la Giralda de aproximadamente 40 metros de alto y una réplica de la fuente de la Plaza Virgen de los Reyes de Sevilla.
En marzo de 1969 una delegación estadounidense visitó Sevilla, con el alcalde de Kansas City, Ilus W. Davis. El alcalde estadounidense fue nombrado hijo adoptivo de Sevilla y se le entregó una copia del pendón de la ciudad. Durante esta visita, el 25 de marzo de 1969, se inauguró, en presencia de los alcaldes de las dos ciudades, un monolito realizado por Juan Abascal Fuentes.
«El Explorador» («The Scout») es una escultura realizada por Cyrus Edwin Dallin a comienzos del siglo XX que se encuentra en Kansas City. En el Pabellón de Estados Unidos de la Exposición Universal de 1992 se exhibió una réplica de esta estatua a menor escala. Al terminar la exposición, la estatua del pabellón fue donada a Sevilla y situada en la avenida Kansas City. En el basamento se empleó material del antiguo monolito.